# Закерничний Олександр Вікторович
Олекса́ндр Ві́́кторович Закерни́чний (нар. 28 грудня 1989, Арбузинка — 16 травня 2015, Луганське) — лейтенант Збройних сил України.

## Життєвий шлях
Закінчив арбузинську ЗОШ № 1, Миколаївський університет ім. В. Сухомлинського, з вересня 2011-го працював в Арбузинському професійному аграрному ліцеї, викладач предмета «Захист Вітчизни».
У березні 2014 року перебував на навчальних військових зборах, квітнем мобілізований до лав ЗСУ. Від 18 серпня продовжив службу в 30-й бригаді, командир взводу.
Під час виконання бойових завдань в Пісках забезпечував прикриття підходу основних сил роти й танкового батальйону.
У боях за Дебальцеве взвод лейтенанта Закерничного створював коридор для виходу основних сил з плацдарму.
Під Луганським проводив розвідку місцевості біля взводного опорного пункту, під час однієї з них виявив та організував евакуацію 2-х міноукладних машин.
16 травня 2015-го загинув у бою з російськими збройними формуваннями — зазнав осколкового поранення у голову під час обстрілу поблизу Луганського. Тоді ж поліг Сергій Чередниченко-Москаленко.
Похований в Арбузинці 20 травня 2015-го.
Без Олександра лишилися батьки, бабця.

## Нагороди та вшанування
- Указом Президента України № 553/2015 від 22 вересня 2015 року — орденом Богдана Хмельницького III ступеня (посмертно)[1]
- 16 травня 2016-го в Арбузинській ЗОШ № 1 та професійному аграрному ліцеї відкрито меморіальні дошки на честь Олександра Закерничного
- У миколаївському університеті відкрито меморіальну дошку випускникам кафедри військової підготовки Олександру Закерничному, Сергію Іванцову, Максиму Сенкевичу й Євгену Трохимчуку.